# نشان گاز
نشان گاز یک مقیاس دمایی روی اجاق‌گازها و خوراک‌پزها در انگلستان، ایرلند و کشورهای همسود است.

## تاریخچه
پیش‌نویس ۲۰۰۳ فرهنگ انگلیسی آکسفورد، نخستین کاربرد این مفهوم را در کتاب پخت‌وپز مدرن اثر ال. شارلتون در ۱۹۴۳ برمی‌شمرد: «کلوچه برای چای عصرانه... زمان: ۲۰ دقیقه، دما: نشان رگولا ۷». رگولا نوعی رگولاتور (تنظیم کننده) گاز بوده که سازندگان چراغ‌های خوراک‌پزی آن را به‌کار می‌برده‌اند؛ با این همه، این نشان فراگیر شده در حالی‌که واژه رگولا به ندرت به‌کار می‌رود.
در ماه مهِ ۲۰۰۵، تاریخچه این ترکیب در مجموعه تلویزیونی بالدردش و پیفل، ساخته مشترک بی. بی. سی؛ و او. ای. دی. به نمایش درآمد. نخستین نمونه چاپ شده ترکیب «نشان گاز» (بدون اینکه واژه دیگری در میان این دو باشد) به سال ۱۹۵۸ برمی‌گردد.
با این همه، سازندگان اجاق‌های «دنیای جدید» در میانه دهه ۱۹۳۰ همراه اجاق‌ها، کتاب راهنمای آشپزی هدیه می‌دادند که در آنها «رگولا» برای تنظیم گاز به کار رفته بود. [1] در این کتابها هیچ اشاره‌ای به درجه دما، چه به فارنهایت و چه به سانتی‌گراد نشده بود. همه خوراکها با دانستن «نشان گاز رگولا» پخته می‌شدند.

## معادل‌ها به فارنهایت و سلسیوس
نشان گاز ۱ برابر با ۲۷۵ درجه فارنهایت (۱۳۵ درجه سلسیوس) است. با هر بار افزایش نشان گاز (از ۱)، دمای فِر °۲۵ فارنهایت (°۱۳٫۹ سلسیوس) افزایش می‌یابد.
برای تبدیل نشان گاز به درجه سلسیوس (D)، عدد نشان گاز (G) را در ۱۴ ضرب کرده و با ۱۲۱ جمع کنید (G×۱۴+۱۲۱=D)
برای تبدیل معکوس، G= (D-121)/14 (اگر G کمتر از ۱ باشد، این رابطه درست نیست)
با این همه، معمولاً نتیجه این محاسبه را برای تبدیل به سلسیوس، گرد می‌کنند.
| نشان گاز | فارنهایت | سلسیوس | شرح                 |
| -------- | -------- | ------ | ------------------- |
| 1⁄4      | 225°     | ۱۰۷°   | بسیار آرام/بسیار کم |
| 1⁄2      | 250°     | ۱۲۱°   | بسیار آرام/بسیار کم |
| ۱        | ۲۷۵°     | ۱۳۵°   | آرام/کم             |
| ۲        | ۳۰۰°     | ۱۴۹°   | آرام/کم             |
| ۳        | ۳۲۵°     | ۱۶۳°   | نسبتاً آرام/ گرم     |
| ۴        | ۳۵۰°     | ۱۷۷°   | ملایم/ متوسط        |
| ۵        | ۳۷۵°     | ۱۹۱°   | ملایم/نسبتاً داغ     |
| ۶        | ۴۰۰°     | ۲۰۴°   | نسبتاً داغ           |
| ۷        | ۴۲۵°     | ۲۱۸°   | داغ                 |
| ۸        | ۴۵۰°     | ۲۳۲°   | داغ/ بسیار داغ      |
| ۹        | ۴۷۵°     | ۲۴۶°   | بسیار داغ           |

دقت کنید که جدول‌های معادل دمایی مخصوص آشپزخانه معمولاً اندازه‌های سلسیوس را تا ۱۰ درجه به نزدیکترین عدد گرد می‌کنند، که فاصله بین هر دو نشان گاز در آن ۱۰ یا ۲۰ درجه است.

## دیگر مقیاس‌های دمایی در آشپزی
فرها و دستور پخت‌های فرانسوی اغلب مقیاس فارنهایت را به کار می‌برند: ترموستات (با کوته‌نوشت «Th»)، که ترموستات ۱ به معنی ۱۰۰° فارنهایت است [برای فِرهای موجود، هر بار افزایش این مقیاس برابر با ۵۰° فارنهایت است]
برای سادگی محاسبهٔ دمای تقریبی سلسیوس، می‌توان عدد نشان گاز را در ۳۰ درجه ضرب کرد. در آلمان، «Stufe» (برابرِ آلمانیِ واژهٔ «درجه») برای دمای گاز خوراک‌پزی به کار می‌رود. فرهای گازی معمولاً از ۱ تا ۸ درجه نشانه‌گذاری شده‌اند که هر کدام به دماهای جدول زیر مربوط می‌شود:
| Stufe       | ۱      | ۲      | ۳      | ۴      | ۵      | ۶      | ۷      | ۸      |
| دمای تقریبی | 150 °C | 175 °C | 200 °C | 225 °C | 250 °C | 275 °C | 300 °C | 325 °C |